# Монтесејно (Вашингтон)
Монтесејно (енгл. Montesano) град је у америчкој савезној држави Вашингтон. По попису становништва из 2010. у њему је живело 3.976 становника.

## Демографија
Према попису становништва из 2010. у граду је живело 3.976 становника, што је 664 (20,0%) становника више него 2000. године.
| Група             | 2000.         | 2010.         |
| Белци             | 3.104 (93,7%) | 3.573 (89,9%) |
| Афроамериканци    | 4 (0,1%)      | 23 (0,6%)     |
| Азијати           | 16 (0,5%)     | 56 (1,4%)     |
| Хиспаноамериканци | 61 (1,8%)     | 131 (3,3%)    |
| Укупно            | 3.312         | 3.976         |